# La Courtine
La Courtine település Franciaországban, Creuse megyében. Lakosainak száma 737 fő (2022. január 1.). La Courtine Saint-Rémy, Sornac, Beissat, Clairavaux, Magnat-l’Étrange, Le Mas-d’Artige, Saint-Martial-le-Vieux és Saint-Oradoux-de-Chirouze községekkel határos.

## Népesség
A település népességének változása:
| Lakosok száma | 1233 | 986  | 1057 | 928  | 699  | 710  | 769  | 788  | 798  | 737  |
|               | 1968 | 1982 | 1990 | 2006 | 2013 | 2015 | 2017 | 2019 | 2020 | 2022 |